# Ішвей (Нью-Йорк)
Ішвей (англ. Ischua) — місто (англ. town) в США, в окрузі Каттарогус штату Нью-Йорк. Населення — 736 осіб (2020).

## Демографія
Згідно з переписом 2010 року, у місті мешкало 859 осіб у 347 домогосподарствах у складі 246 родин. Було 485 помешкань
Расовий склад населення:
| - 97,3 % — білих - 1,4 % — чорних або афроамериканців - 0,2 % — вихідців з тихоокеанських островів - 0,2 % — корінних американців - 0,1 % — азіатів |

До двох чи більше рас належало 0,5 %. Частка іспаномовних становила 0,6 % від усіх жителів.
За віковим діапазоном населення розподілялося таким чином: 20,4 % — особи молодші 18 років, 63,8 % — особи у віці 18—64 років, 15,8 % — особи у віці 65 років та старші. Медіана віку мешканця становила 45,0 року. На 100 осіб жіночої статі у місті припадало 116,4 чоловіків;  на 100 жінок у віці від 18 років та старших — 114,4 чоловіків також старших 18 років.
Середній дохід на одне домашнє господарство  становив 52 775 доларів США (медіана — 42 813), а середній дохід на одну сім'ю — 71 115 доларів (медіана — 66 458). Медіана доходів становила 56 406 доларів для чоловіків та 35 208 доларів для жінок. За межею бідності перебувало 14,7 % осіб, у тому числі 22,0 % дітей у віці до 18 років та 8,6 % осіб у віці 65 років та старших.
Цивільне працевлаштоване населення становило 314 осіб. Основні галузі зайнятості: освіта, охорона здоров'я та соціальна допомога — 29,0 %, виробництво — 21,7 %, науковці, спеціалісти, менеджери — 8,9 %, роздрібна торгівля — 8,3 %.